# アンティル・ジ・エンド・オブ・タイム (ジャスティン・ティンバーレイクの曲)
「アンティル・ジ・エンド・オブ・タイム」（Until The End Of Time）は、アメリカ合衆国の歌手ジャスティン・ティンバーレイクの2007年の楽曲。ジャスティン自身とティンバランド、デンジャー（ネイト・ヒルズ）らのプロデュースによるR&B/ポップソングで、ジャスティンの2枚目のスタジオ・アルバム『フューチャー・セックス／ラヴ・サウンズ』のからの通算6曲目のシングルカット。『フューチャー・セックス／ラヴ・サウンズ』のデラックスエディションでは新たにビヨンセを客演に迎えたデュエットとなっており、このデュエットがシングルヴァージョンとしてカットされたためデラックスエディションからのファーストシングルとも言える。この曲のリンドラム・ドラム・マシンはプリンスの「ラズベリー・ベレー」からのサンプリングであり、さらにベンジャミン・ライトによるストリングスアレンジが施されている。

## チャート成績
全米のメインストリーム・アーバンラジオ局ではいち早く話題を集め、ビルボードのR&B/Hip Hopチャートでは最高3位を記録、このチャートにおけるジャスティンにとっての最大級のヒット曲となった。公式のプロモーションビデオが存在しないというヒット曲としてのハンデがあった上、デジタルセールスもあまり高くなかったもののそれを補うエアプレイポイントの高さによって総合チャートであるHot 100でも23位まで上昇、『フューチャーセックス／ラヴサウンズ』から6曲目のTop40ヒットとなった。1枚のオリジナルアルバムから6曲ものTop40が生まれたのはマイケル・ジャクソンが1991年に『デンジャラス』から6曲のTop40を出して以来、16年ぶりの大記録である。前述によるビヨンセとのデュエットヴァージョンの方がオリジナルよりもラジオで頻繁に流されたことから、ビルボードチャート上のクレジットはJustin Timberlake duet with Beyonceと表記される（当初チャートイン時はジャスティンのみクレジットされていたが、チャートイン中にデュエット表記に切り替わった）。
上述のように本国アメリカではR&B市場を中心に評判となり、また16年ぶりの記録を打ち立てた立派なヒット曲であるが国外ではルーマニアのチャートでTop3入りしたくらいであまり知られておらず、例えばイギリスではプロモーションが特にないままダウンロードセールスのみで118位を記録するに留まっている。

## ヴァージョンとリミックス
- Original Solo Album Version (5:23)
- Duet with Beyoncé (5:24)
- Duet with Beyoncé Instrumental (5:06)
- Music Video version (6:47)
- Jason Nevins Extended Mix (7:20)
- Jason Nevins Mix-Show (5:43)
- Jason Nevins Dub (7:18)
- Johnny Vicious and DJ Escape Remix (8:36)
- Johnathan Peters Club Mix (8:51)
- Johnathan Peters Dub (8:50)
- Mike Rizzo Global Club Mix (7:31)
- Mike Rizzo Global Radio Edit (3:48)
- Mike Rizzo Global Dub
- Ralphi Rosario Big Dub (10:03)
- Ralphi Rosario Big Radio Edit (3:54)
- Groove Connection Club Mix (6:51)
- Groove Connection Radio Mix (4:00)
- Sebastian Leger Club Mix (9:05)
- Sebastian Leger Radio Mix (4:43)
- Funkateria Remix (8:51)
- Pokerface Club Mix (5:27)
- Pokerface Radio Mix (3:45)
- Future presidents radio mix (3:36) (Chile edition)

リミックスは全てビヨンセとのデュエット・ヴァージョン